# Partido de Patagones

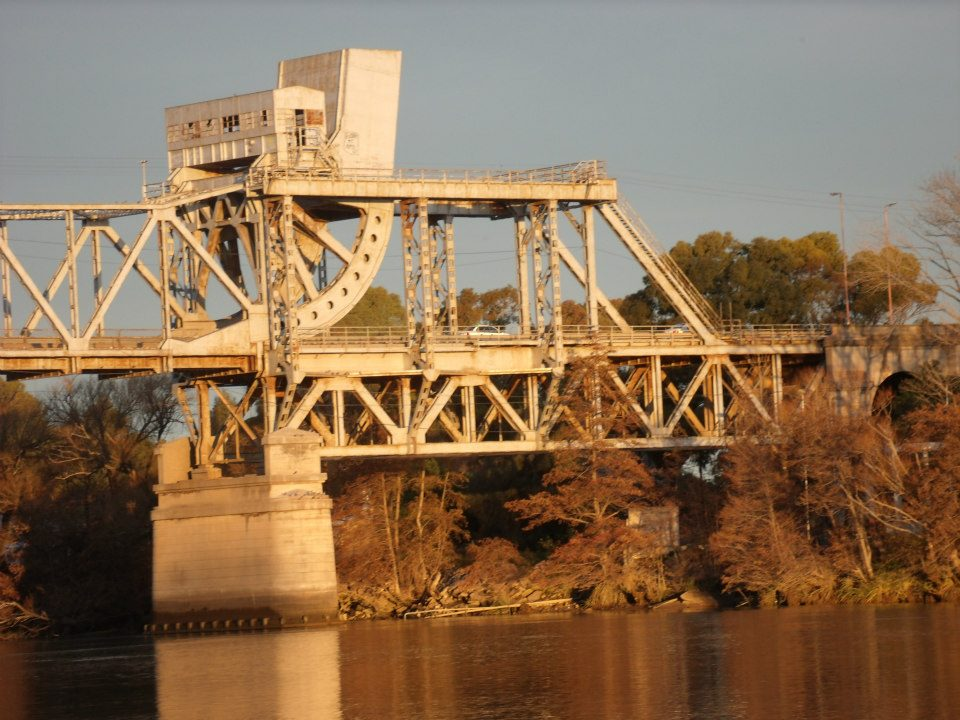

Patagones es uno de los 135 partidos de la provincia argentina de Buenos Aires. Es el más austral y extenso de toda la provincia, y se ubica en el extremo sudoeste del territorio bonaerense. 
Se encuentra entre los ríos Colorado y Negro. Limita al norte con el partido de Villarino, al oeste y sudoeste con la provincia de Río Negro; y al este con el Mar Argentino.
Su cabecera es la ciudad de Carmen de Patagones, una de las más antiguas de la región. La ciudad fue fundada en 1779 por Francisco de Biedma sobre las barrancas del río Negro, con el nombre de Fuerte del Río Negro. Su edificación es un crisol de barrios nuevos y antiguos, que aún conservan casonas señoriales de la época colonial.
En 2005, al cabo de varias décadas de lucha ininterrumpida, los pobladores de Patagones lograron conseguir un anhelado sueño: acogerse al régimen especial de las provincias patagónicas[cita requerida], al encontrarse el partido al sur del río Colorado, límite natural reconocido de la Patagonia, como partido solitario independientemente del resto de la provincia de Buenos Aires.
Carmen de Patagones se ubica enfrente de la ciudad de Viedma, capital de la provincia de Río Negro, unidas ambas ciudades por un puente vial y ferroviario por sobre el Río Negro.
El proyecto del traslado de la Capital Federal a esta región se revive en 2009 cuando Lía Fabiola Bianco y Miguel Ángel Iturrieta, presentaron un proyecto de resolución en el Congreso argentino en donde se solicita al Poder Ejecutivo de la Nación que cumpla con lo establecido en la ley 23 512.
Entre sus principales atractivos turísticos se encuentra la localidad de Bahía San Blas.
Es el partido más extenso de la Provincia de Buenos Aires, cuenta con 1 356 971 ha y posee más del 76 % de área ocupada por la ganadería, la cual se encuentra ubicada mayoritariamente en el monte natural xerófilo que abarca unas 700 000 ha.
Carmen de Patagones está a 960 km de la Ciudad de Buenos Aires, a 788 km de La Plata 271 km de Bahía Blanca, 7 km de la ciudad de Viedma (Capital de la Provincia de Río Negro) y a 170 km de Hilario Ascasubi, asiento de la Estación Experimental Agropecuaria del Instituto Nacional de Tecnología Agropecuaria (INTA).
La región está comunicada con Bahía Blanca y demás ciudades del norte de la Provincia de Buenos Aires por la RN 3 y por la misma ruta hacia el sur con la Patagonia. Con el Alto Valle de la provincia de Río Negro por medio de la RP 250, hasta la ciudad de Choele Choel donde empalma con la RN 22 (que une Bahía Blanca, Zapala, en la provincia de Neuquén). La RP 248 (única consolidada) la une con Guardia Mitre y Boca de la Travesía.

## Clima
En este partido predomina el clima templado de transición.[cita requerida]

## Intendentes municipales
| Intendente              | Mandato                                           | Partido               |
| Néstor Virgilio Ezcurra | 10 de diciembre de 1983 - 10 de diciembre de 1987 | Unión Cívica Radical  |
| Carlos Nelson Arburua   | 10 de diciembre de 1987 - 10 de diciembre de 1991 | Unión Cívica Radical  |
| Haroldo Amado Lebed     | 10 de diciembre de 1991 - 10 de diciembre de 1995 | Partido Justicialista |
| Magdaleno Edgardo Ramos | 10 de diciembre de 1995 - 10 de diciembre de 1999 | Partido Justicialista |
| Ricardo Néstor Curetti  | 10 de diciembre de 1999 - 10 de diciembre de 2015 | Partido Justicialista |
| José Luis Zara          | 10 de diciembre de 2015 - 10 de diciembre de 2023 | PRO                   |
| Ricardo Evaristo Marino | 10 de diciembre de 2023 - al presente             | Frente Renovador      |

## Localidades
Urbanas:
- Carmen de Patagones (20 533 habitantes)
- Villalonga (4517 habitantes)
- Stroeder (1998 habitantes)

Población rural agrupada:
- Bahía San Blas (611 habitantes)
- Juan A. Pradere (521 habitantes)
- Cardenal Cagliero (89 habitantes)
- José B. Casas (40 habitantes)
- Villa Balnearia 7 de Marzo
- Balneario Los Pocitos (60 habitantes)

Población rural dispersa: 2497 habitantes

## Demografía
Según los resultados definitivos del censo de 2022 la población del partido alcanza los 37.646 habitantes.
Los asentamientos urbanos más importantes del Partido son las localidades de Carmen de Patagones y Stroeder, en el área de secano, y en la zona bajo riego Villalonga y Juan A. Pradere. La densidad poblacional para el partido es de 2 hab./km². El porcentaje de población urbana es de 81,3 %.

## Áreas naturales protegidas
En Patagones existen dos APCM (Áreas Protegidas Costero Marinas): Reserva Natural Bahía San Blas y Reserva Natural Bahía Blanca, Bahía Falsa y Bahía Verde.